# D821 (Hautes-Pyrénées)
De D821 is een departementale weg in het Zuid-Franse departement Hautes-Pyrénées. De weg loopt van Lourdes naar Argelès-Gazost en is over bijna de gehele lengte uitgebouwd tot expresweg.

## Geschiedenis
Oorspronkelijk was de D821 onderdeel van de N21. In 2006 werd de weg overgedragen aan het departement Hautes-Pyrénées, omdat de weg geen belang meer had voor het doorgaande verkeer. De weg is toen omgenummerd tot D821.